# بلند دیوال
بلند دیوال (به لاتین: Boland Dival) یک منطقهٔ مسکونی در افغانستان است که در ولایت بامیان واقع شده‌است.